# Allophylus ngounyensis
Allophylus ngounyensis är en kinesträdsväxtart som beskrevs av François Pellegrin. Allophylus ngounyensis ingår i släktet Allophylus och familjen kinesträdsväxter. Inga underarter finns listade i Catalogue of Life.